# Hosszú-tavi menedékház
Hosszú-tavi menedékház (informálisan Rabló menedékház, szlovákul Zbojnícka chata) magashegyi menedékház a Magas-Tátrában, Szlovákiában.

## Elhelyezkedése
A Nagy-Tarpataki-völgy felső részében, a Hosszú-tó felett, 1960 m-es tengerszint feletti magasságban épült kicsiny magashegyi menedékház, amely mind turista, mind hegymászó szempontból központi helyen áll.

## Története
1907-ben magyar erdészmérnök állíttatott itt egy vadászházat, majd kisebb javítások után 1910-ben átadta a turistaközönségnek.
Az eredetileg egy helyiségből álló, két ablakkal áttört lejtős tetővel és födetlen verandával ellátott házikó a zergevadászok részére készült. A turisták is használhatták mint kényszerszállást, sőt mint illemhelyet is. A nem lakályos ház falán egy lengyel felirat jelent meg: Trupiarnia (hullaház). Az államfordulatig a magyar kincstár tulajdonában volt, majd 1924-ben a csehszlovák állam a Csehszlovák Turista Klubnak (KČST) adta bérbe, s az épületet kibővítette. A ház ekkor még csak a nyári hónapokban volt nyitva a látogatók részére, annak ellenére, hogy a környékén a tavaszi hónapokban jó síterep volt. 1933. április 8-án egy héttagú csoport felment a házba, hogy lakhatóvá tegye a sízők részére. Éjszakára ketten maradtak: Dezider Palkovič és Peter Tomčik. A sok takaró ellenére az éjszaka nagyon fáztak, s Peter Tomčik megállapította, „itt fönt csak rablók lakhatnak”. Rövidesen egy felirattal lepte meg a társaságot Zamkovszky István. Szénnel egy kartonra a következőket írta: „Zbojnícka chata” (Rabló-menedékház), és a bejárat fölé helyezte a táblát. Másnap a völgy aljában a Zerge menedékháznál is elhelyezett egy táblát a „Zbojnícka chata KČST” (a Csehszlovák Turista Klub Rabló-menedékháza) felirattal. A klub elnöksége eleinte ellenszenvvel fogadta az elnevezést, mondván: ez rontja a látogatottságot, de végül elfogadták, hiszen a Nagy-Tarpataki-völgyben több földrajzi név viseli a „rabló” elnevezést.
Az 1924-es bővítéssel alakult ki a mai turistaház, amelyet 1984-től tataroztak. 1986. november 8-án nyitották meg újra a turisták előtt. 1998. június 15-én tűzvész pusztította el. A menedékház jelenlegi tulajdonosa, a Slovenské Karpaty vállalat az 1999. év végére újjáépítette a tűzvészt megelőző formájában.

## Szálláshelyek

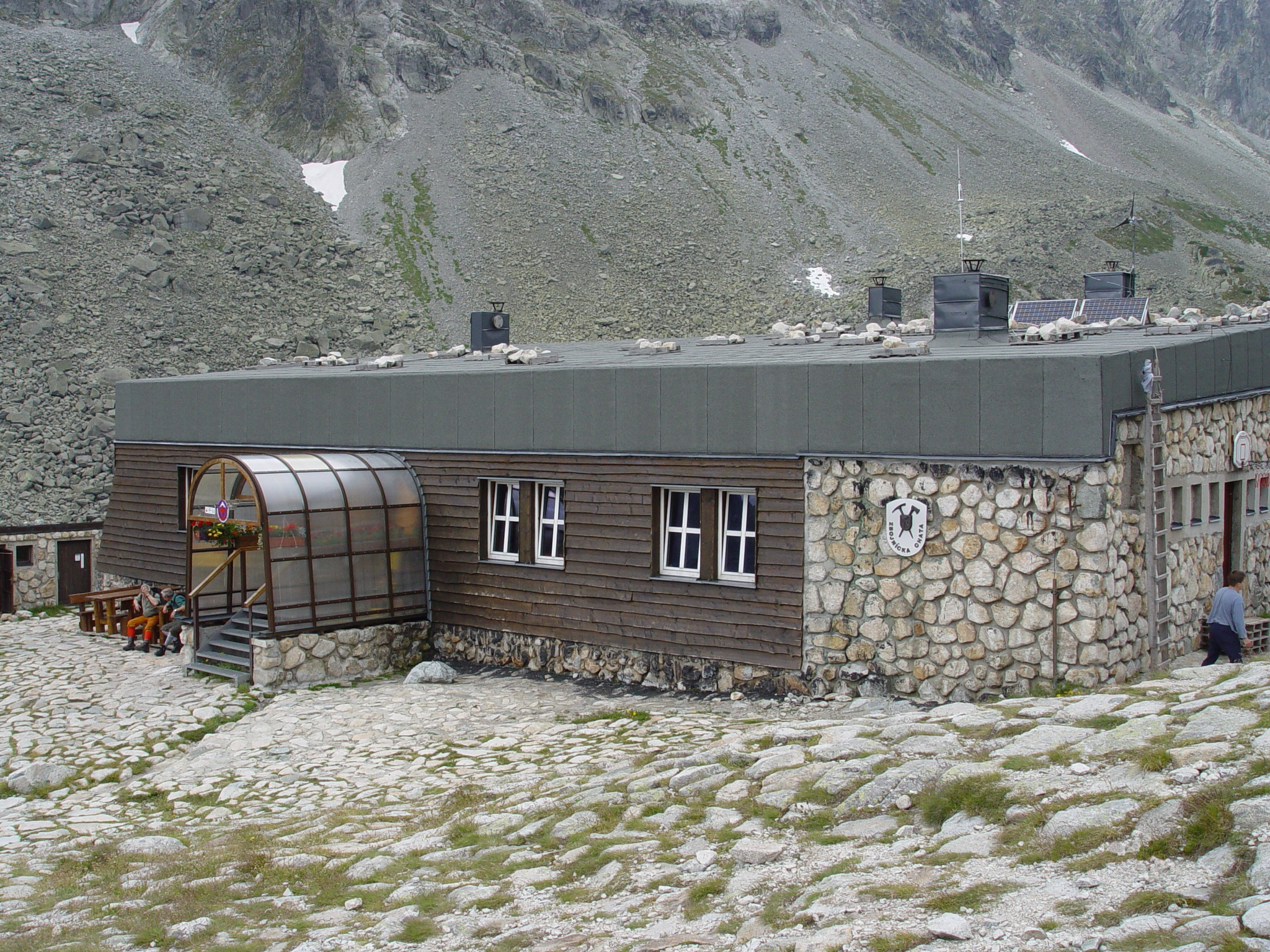
A Hosszú-tavi menedékház

Turistaszállás "B" kategória. Közös hálótermében 16 ágy, de szükség esetén 35 vendéget is befogad. Egész évben nyitva.

## Megközelítése
- Ótátrafüredről vagy a zöld  jelzésen (50 p), vagy siklóvasúttal a Tarajkára, innen a piros jelzésen  (Magisztrála), amíg azt a kék  jelzés keresztezi. Ezen tovább a menedékházig. A Tarajkáról 3 óra.

## Túravidéke
A Közép-oromtól a Nagyszalóki-csúcsig a Nagy-Tarpataki-völgyet körülvevő csúcskoszorú.

## Jelzett turistautak
- A Sziléziai menedékházhoz, a Felkai-völgybe a Rovátkán át: a kék  jelzésen, a Lengyel-nyereg alatt balra elágazó zöld  jelzésig. Ezen tovább a Lengyel-nyergen át a szállóhoz. 3 óra.
- Javorinára a Rovátkán át: a kék  jelzésen, majd tovább a kék jelzésen a Poduplaszki-völgybe és Javorinára, 7 óra.
- A Kis-Tarpataki-völgybe, a Téry menedékházhoz a Vörös-torony-hágón át: a sárga  jelzésen, 3 óra.